# Giórgos Alkaíos
Giórgos Alkaíos (Atenas, 24 de diciembre de 1971) es un cantante griego de música pop. Su carrera se inició en 1989 cuando apareció en un reality show griego. Después de un corto periodo de teatro, Alkaíos decidió dedicarse a la música. Su primer sencillo, "Ti Ti", le hizo muy popular en Grecia. Es conocido por su estilo único que combina elementos griegos y orientales con música pop moderna. Hasta la fecha ha tenido 5 discos de platino y 9 discos de oro

## Primeros años
Giórgos Alkaíos nació en Atenas, de padres griegos y portugueses. Inmediatamente después de su nacimiento, se trasladó a Boston (Massachusetts) donde vivió durante tres años. Poco después de que sus padres se divorciaron, se mudó de nuevo a Grecia con su padre a la edad de 3 años. Criado por su abuela Anna, que vivía en Halandri y pasaba sus veranos en Salamina con amigos y familiares durante su infancia. A la edad de 12 años, obtuvo su primer trabajo.
Desde temprana edad mostró su amor por la música y el deporte. Su primera experiencia con la música y el teatro se produjo en un campamento de verano en el Varimpompi donde fue consejero de campamento durante cuatro años. En el campamento se realiza en todos los eventos musicales y de teatro. A la edad de 16, Alkaíos abandonado la escuela secundaria para empezar a estudiar para convertirse en un electricista en la escuela DELTA, donde también obtuvo un grado.

## Formación

### 1989-1991: Los comienzos
Su primera aparición en televisión fue en septiembre de 1989 a la edad de 17 años, cuando apareció en uno de los "reality shows" primero en Grecia, "Ela Sto Fos" (Ven a la luz) en ET 2. El show incluyó 1.500 nuevos actores, cantantes y bailarines que más tarde se redujo a 20, con Alkaíos siendo uno de ellos. Mientras que en el programa, estudió danza con Daniel Lomel, actuando con Niki Triantafilidou, y la música con Hatzinasios Giorgos entre otros.
Durante el verano de ese mismo año, hizo una prueba y obtuvo un papel en el juego de Minoa Vouonaki de "Antígona Sofoklis", que contempló la leyenda griega, Aliki Vougiouklaki con música de Mikis Theodorakis. Los ensayos duraron más de dos meses y el espectáculo se estrenó en el teatro antiguo Epidavros. En ese momento, Alkaíos se convirtió en el actor más joven para ser emitidos en una obra de teatro histórico y también llevan a cabo en un teatro histórico.
Durante el mismo verano, Alkaíos decidió cambiar su enfoque de teatro a la música. Hizo una prueba y consiguió un lugar en una serie de conciertos en el club "El Túnel". En el verano de 1991, Alkaíos se fue de gira por toda Grecia junto con su compañero y cantante próximos Christos Dantis. En septiembre de ese mismo año, participó en la Salónica, la Canción de Eurovisión con la canción "Me Den Theleis Tolmiro", en la que oficialmente empezó a ir por el nombre de "Giorgos Alkaios" en lugar de su nombre de nacimiento que había utilizado hasta ese momento. Alkaios venció a continuación, recién llegado Sakis Rouvas, Y ganó el premio por "Mejor Voz" en un punto. Tras la victoria, Alkaíos firmado con BMG Grecia.
Antes del lanzamiento de su álbum de debut, Alkaíos también comenzó a escribir música para otros cantantes como Alexia y Notis Sfakianakis. Una de las canciones más notables que escribió durante ese tiempo fue "Opa Opa" para Sfakianakis, que se convirtió en un éxito y se ha cubierto muchas veces en los últimos años.

### 1992-1998: Debut y éxito
Alkaíos, en 1992 lanzó su álbum debut titulado Me Ligo Trak. La música del álbum fueron escritas por Alkaíos, mientras las letras de canciones en el álbum fueron escritas exclusivamente por Evi Droutsa. El sencillo "TI TI" se convirtió en un gran éxito en Grecia, y fue una de las primeras canciones que mezclan sonidos orientales con el pop occidental, revolucionando las normas de música griega de la época.
Durante los próximos nueve años, colaboró con Gavrilis Panztis que le hizo conseguir muchos discos de oro y de platino. En los próximos cinco años llevó un pañuelo negro en la mano derecha y ese gesto se convirtió en su marca, también se convirtió en uno de los artistas masculinos griegos abiertamente a la moda y estética.
En 1993, lanzó su segundo álbum titulado Ax! Me Koita (Oh! Look at me), seguido por Den Peirazei (No importa). En 1995 publicó "Anei logou", que fue disco de oro. Este fue seguido por Entos Eaftou y más tarde En Psihro fue disco de platino.

### 1998-presente: más éxito
En 1998 firmó con Sony Music Grecia. Poco después de que lanzó el álbum Ixoi Siopis que incluyó un aspecto completamente nuevo para Alkaíos, mientras que la obra de arte álbum sorprendió a muchos. El álbum fue disco de oro en menos de 24 horas y de platino más adelante. Sirmatoplegma seguida en 1999, que también fue disco de oro en menos de 24 horas y el platino más adelante. En 2000, lanzó Pro Ton Pilon seguido de Oxigono en 2001, en que ambos fueron de oro. Un único CD titulado "Karma", fue lanzado en 2002.
En 2003 firmó con la discográfica Alpha, y poco después lanzó el álbum Kommatia Psihis. Para la temporada de invierno de 2003-2004 Alkaíos realiza con Antzi Samiou en el club de Gefira.
En 2005, lanzó el álbum en vivo titulado "Live Tour". El álbum, que contó con tres CD, contó con temas grabados a lo largo de los últimos doce años en varios conciertos en Grecia, Estados Unidos, Canadá, Australia, Alemania, el Reino Unido, Albania y Chipre.
En 2006, firmó con el virus de Música, y colaboró de nuevo con Miltos Karatzas. Poco después, en noviembre de 2008, Alkaíos fundó su propio sello discográfico Friends Music Factory
En 2010, Alkaíos fue seleccionado por el público griego para representar a Grecia en el Eurovision 2010 con la canción "OPA". Su canción le valió el 8º puesto.

## Discografía
- 1992: Me Lígo... Trak
- 1993: Ach... Koíta Me
- 1994: Den Peirázei
- 1995: Entós Eaftoú (Platinum)
- 1996: Ánef Lógou (Gold)
- 1997: En Psychró (Platinum)
- 1998: Ta Dika Mou Tragoudia (the best of 92-99)
- 1998: Íchoi Siopís (Platinum)
- 1999: The Remix EP
- 1999: Syrmatóplegma (Gold)
- 2000: Pro Ton Pylón
- 2001: Oxygóno
- 2002: Karma (EP)
- 2002: Ta Tragoudia Mou (The Best)
- 2003: Kommátia Psychís
- 2004: Aíthousa Anamonís/Special Edition
- 2005: Live Tour 2005
- 2006: Nýchtes Apó Fos
- 2007: Eléftheros
- 2008: To Dikó Mas Paramýthi

Giórgos Alkaíos también escribió para muchos otros artistas. Entre otros, la canción de éxito internacional "Opa Opa", que fue cubierto por muchos cantantes (es decir, Antique, Despina Vandi, Notis Sfakianakis). La versión antigua alcanzó el n º 2 en el European Top Ten.

## Friends Music Factory
Friends Music Factory es un sello que Giórgos Alkaíos estableció con el músico colega y amigo Dionysis Schinas en noviembre de 2008. Aparte de las tiendas de discos y las librerías, las emisiones de la etiqueta también están disponibles en los quioscos de prensa en Grecia y en día para Fernando Alonso, incluida con publicaciones especiales y un DVD en la mayoría de los casos de 9,90 euros.
Otros artistas y empleados de la etiqueta ayudó a escribir la letra de la canción Alkaios Eurovisión"OPA", Y llevará a cabo con él en el escenario del Eurovision 2010.